# Estadi Geitz
L'Estadi Geitz és un estadi de futbol a la ciutat de Wiltz, al sud-est de Luxemburg. Actualment és l'estadi del Football Club Wiltz 71. Té capacitat per a 2.000 persones.